# North Kingdom
North Kingdom är en svensk digital designbyrå med kontor i Skellefteå, Stockholm och Los Angeles. Bland kunderna finns globala varumärken som Google, Supercell och Lego och byrån har under sina 16 aktiva år vunnit flera prestigefyllda priser i bland annat Red Dot Design Award, European Design Awards, Cannes Lions International Advertising Festival, One show, D&AD Awards och Eurobest. Sedan 2018 tillhör North Kingdom det skandinaviska byrånätverket The North Alliance.

## Historik
North Kingdom grundades i Skellefteå 2003 av David Eriksson, Roger Stighäll och Robert Lindström. 
År 2005 öppnade företaget sitt första kontor i Stockholm, och på dagen tio år efter grundandet öppnades verksamhetens tredje kontor i Los Angeles (5 juni 2013). 2018 hade North Kingdom totalt 50 anställda och drog in merparten av sin omsättning via affärer i USA. Samma år såldes företaget till The North Alliance. År 2023 varslades samtliga anställda på företaget. Efter fackliga förhandlingar blev 15 tjänster kvar på kontoret i Stockholm och tre till fyra tjänster i Skellefteå. Företaget meddelade i samband med omstruktureringen att de kommer  "fokusera på spelindustrin och spelupplevelser för andra varumärken".

## Kunder i urval
- Google
- Nike
- Lego
- Supercell
- EF
- Disney
- Burberry